# Hermann Dingler

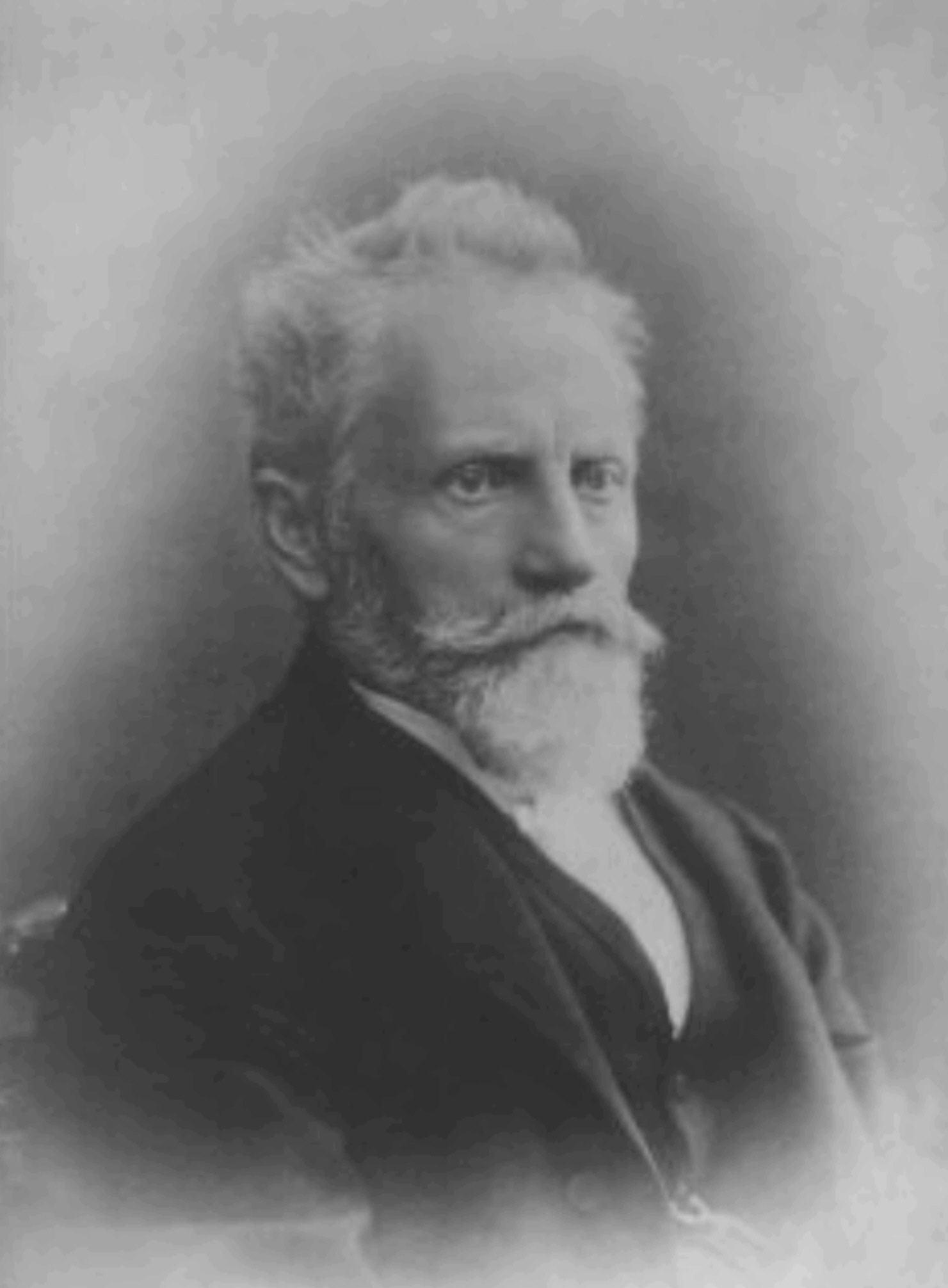
Hermann Dingler

Hermann Dingler (* 23. Mai 1846 in Zweibrücken; † 30. Dezember 1935 in Aschaffenburg) war ein deutscher Botaniker.

## Leben
Hermann Dingler, Sohn des Appellationsgerichtsrats Johann Gottfried Dingler, studierte dem Wunsch seines Vaters folgend Medizin, zunächst an der Universität Zürich und der Friedrich-Alexander-Universität Erlangen. Er schloss sich dem Corps Helvetia Zürich (WSC) und dem Corps Onoldia an. Als Inaktiver wechselte er an die Ludwig-Maximilians-Universität München, die Universität Wien und wieder nach München. Beim ersten Aufenthalt in München wurde er 1870 zum Dr. med. promoviert. Beim zweiten erlangte er 1872 das Staatsexamen.
Nach Abschluss des Medizinstudiums unternahm er eine botanische Studienreise durch Palästina und Kleinasien. In den Folgejahren war er Bahn- und Militärarzt in türkischen Diensten in Bithynien, Acco und Adrianopel. 1875 kehrte er nach München zurück, um sich wissenschaftlich der Botanik zuzuwenden. 1882 wurde er an der Universität Leipzig zum Dr. phil. promoviert. 1883 habilitierte er sich in München bei Carl Wilhelm von Nägeli für Botanik.
Die Forstliche Hochschule Aschaffenburg berief ihn 1889 auf ihren Lehrstuhl, wo er bis zur Verlegung der Hochschule nach München im Jahre 1910 Botanik lehrte. Ausgedehnte Forschungsreisen unternahm er 1892 nach Kleinasien, 1909 nach Ceylon, 1912 nach Sizilien und 1914 in den Kaukasus. Nach seiner Emeritierung baute er die Sammlungen der Forstlichen Hochschule zu einem naturwissenschaftlichen Museum aus. 
Neben seiner Tätigkeit als Hochschullehrer war er Vorsitzender des Naturwissenschaftlichen Vereins. Er gründete 1907 den Kreisausschuss für Naturschutz im westlichen Unterfranken. Sein Engagement galt der Errichtung von Eichenreservaten im Spessart. Nach seiner Emeritierung widmete er sich vor allem der Systematik, Geographie und Biologie der Rosengewächse.
Hermann Dingler wurde in Hanau beigesetzt. Dennoch erinnert auf dem Altstadtfriedhof Aschaffenburg ein Grabstein an ihn. Verheiratet war er mit Maria geb. Erlenmeyer, Tochter des Chemikers Emil Erlenmeyer. Sein Sohn war der Philosoph Hugo Dingler.

## Schriften (Auswahl)
- Scheitelwachstum der Gymnospermen, 1882
- Die Flachsprosse der Phanerogamen, 1885
- Der Aufbau des Rebstocks, 1885
- Die Bewegung der pflanzlichen Flugorgane, 1899
- Zwangsdehnung am Bambusspross, 1896/97
- Die Ursache des Laubfalls, 1902

## Ehrungen
- Mitglied der Deutschen Akademie der Naturforscher Leopoldina (1892)[5]
- Dinglerstraße in Aschaffenburg